# Crema anti età
La crema anti età è un tipo di crema viso specifica per pelli mature e quindi caratterizzata da agenti nutritivi e idratanti ad azione intensa volti a ridurre le rughe della pelle del viso, molto spesso il principio attivo più diffuso è l'acido ialuronico.
Una diminuzione della profondità delle rughe di un 10% è considerabile "tipica". Comunque, recenti studi hanno mostrato che alcuni componenti di queste creme possono avere effetti positivi.

## Ingredienti principali delle creme antiage
Gli ingredienti delle creme antiage dovrebbero essere:
- ingredienti idratanti (acido ialuronico, pantenolo, allantoina)
- ridensificanti come ad esempio il collagene idrolizzato
- antiossidanti (quali vitamine, ecc…)
- nutrienti come oli vegetali
- decontratturanti (esempio GABA oppure esapeptidi)